# Slag bij Poitiers (732)
Tijdens de Slag bij Poitiers in oktober 732 of 733 versloeg de Frankische hofmeier Karel Martel een Moors leger onder emir Abdul Rahman. De uitkomst van deze veldslag bracht de noordwaartse expansie van de islam uit Spanje tot staan en wordt traditioneel geassocieerd met het begin van de reconquista. De 19e-eeuwse Britse historicus Edward Creasy rekende de Slag bij Poitiers onder zijn vijftien meest beslissende veldslagen in de wereld. Bij het belang van de slag en de motieven van Karel zijn recent vraagtekens geplaatst. Sommige historici wijzen erop dat de effectieve verdediging van Constantinopel in 717-718 tijdens de Byzantijns-Arabische oorlogen van groter belang was.

## Wat voorafging
Minder dan honderd jaar na het ontstaan van de islam op het Arabisch Schiereiland en het overlijden van de profeet Mohammed en de eerste vier kaliefen, veroverden de moslims in Spanje reeds verschillende jaren de Franse gebieden. Odo van Aquitanië had hen in 721 verslagen in de slag bij Toulouse, maar in 725 keerden zij terug. Vervolgens maakte Odo handig gebruik van de verdeeldheid onder de moslims, en sloot een verbond met de rebellenleider Munuza. Onderdeel van het verbond was dat Odo zijn dochter aan Munuza uithuwelijkte. Deze alliantie wekte de woede van de emir Abdul Rahman Al Ghafiqi. Die trok met een leger op, versloeg eerst Munuza om vervolgens zijn pijlen op hertog Odo te richten.
Deze werd bij de Garonne verslagen, waarna Abdul Rahman naar Bordeaux optrok en de stad plunderde. Inmiddels had Odo noodgedwongen de hulp van Karel ingeroepen die zijn legers tussen Poitiers en Tours plaatste om zo een verdere opmars tegen te kunnen houden.

## Locatie
Vanwege het gebrek aan contemporaine bronnen zijn maar weinig details over de slag bekend. De bronnen, voor zover beschikbaar, spreken elkaar tegen. Hierdoor is onder andere de exacte locatie van de slag onbekend. Historici nemen aan dat de Moorse troepen het leger van Karel Martel ontmoetten bij de samenvoeging van de Clain en de Vienne gelegen iets ten zuiden van Châtellerault tussen Tours en Poitiers. In de Angelsaksische literatuur wordt deze slag meestal de slag bij Tours genoemd.

## De veldslag
Hofmeier Karel trok zijn leger samen op een plaats waar hij verwachtte dat het moslimleger langs zou trekken. Hij koos een defensieve positie, en zijn dicht opeengepakte infanterie bewapend met zwaarden, schilden en speren vormde waarschijnlijk een soort falanx. Volgens de Mozarabische kroniek stelden zij zich op in een groot vierkant.
Gedurende zes dagen waren er slechts kleine schermutselingen. Geen van beide partijen wilde aanvallen. De Franken waren goed gekleed op de kou, en hadden het voordeel van bekendheid met het terrein. De Arabieren waren slechter op de kou gekleed, maar wilden met hun numerieke meerderheid het in hun ogen sterkere leger van de Franken niet aanvallen. Pas op de zevende dag begon de echte veldslag.
Abdul Rahman vertrouwde op het numerieke overwicht van zijn cavalerie en liet deze meermalen charges uitvoeren. Het vertrouwen van de moslims op hun numerieke overwicht en hun met lange zwaarden en lansen gewapende cavalerie, die hen in vorige veldslagen altijd de overwinning had gebracht, was ditmaal misplaatst.
In een van de zeldzame gevallen waarin middeleeuwse infanterie stand hield tegen cavaleriecharges weerstonden de gedisciplineerde Frankische soldaten de felle charges, hierbij geholpen door het terrein, hoewel volgens Arabische bronnen de cavalerie doordrong in het Frankische carré.
Toch kwam voor hen de Saraceense cavalerie over als onkwetsbaar: de Saraceense soldaten droegen een pantser en ook hun paarden droegen dit. De omvangrijke berbercavalerie in het Arabische leger was waarschijnlijk niet of slechts licht bepantserd.
Volgens Frankische bronnen duurde de strijd een dag. Volgens een van de Arabische bronnen twee dagen. Toen zich in de Arabische gelederen het gerucht verspreidde dat de Franken de uit Bordeaux geroofde buit bedreigden, keerden velen terug naar het kamp. Abdul Rahman probeerde deze terugtocht, die op een vlucht ging lijken, te stoppen. Hierbij werd hij gevangengenomen en gedood, waarop de moslims zich terugtrokken naar hun kamp.
De volgende morgen, toen de vijand niet kwam opdagen voor hervatting van de strijd, vreesden de Franken een hinderlaag. Pas na uitgebreide verkenning van het verlaten Saraceense kamp door enkele soldaten bleek dat het moslimleger zich gedurende de dag teruggetrokken had.

## Gevolg
De overwinning van Karel Martel in 733 maakte niet direct een einde aan de Arabische plundertochten in Frankisch gebied. Ook in de daaropvolgende jaren waren er nog tal van plunderingen en schermutselingen, en pas tussen 751 en 759 konden de Franken Narbonne op de moslims heroveren.
De Slag bij Poitiers markeerde het begin van de Karolingische macht in het zuiden van Gallië, waar voorheen Aquitanië en Visigotisch Septimania zelfstandige regio’s waren. De plundertochten van de moslims gaven hofmeier Karel een excuus om zijn machtsaanspraak in het zuiden te legitimeren.
De slag bij Poitiers werd traditioneel beschouwd als een keerpunt in de opmars van de islam in Europa, al is onder historici discussie ontstaan over het belang van deze slag.
Een ander 'gevolg' van de slag bij Poitiers was de literaire weerklank van de schermutselingen die tussen christenen en moslims in de Pyreneeën plaatsvonden na de slag. Vaak ging dit om verzinsels; zo zou de Slag bij Roncevaux die in werkelijkheid uitgevochten werd tussen christelijke Basken en de achterhoede van een leger van Karel de Grote, volgens het Roelantslied uitgevochten zijn tussen moslims en christenen.

### Ondergang Omajjadenrijk
Volgens christelijke propagandisten uit de 9e eeuw luidde de nederlaag de ondergang van het Omajjadenrijk in en maakte het de weg vrij voor het kalifaat van de Abbasiden. Feitelijk zou het nog tot het begin van de elfde eeuw duren voordat het rijk van de Omajjaden in het westen volledig verdwenen was.
In Al-Andalus zette het rijk van de Omajjaden zich namelijk voort als het opstandig emiraat Córdoba totdat een nazaat van de dynastie in 929 het Kalifaat Córdoba stichtte. Dus juist het deel van het rijk waar de Slag bij Poitiers was uitgevochten, bleef als Omajjadenrijk bestaan. Ze waren wel in het oosten en centrum van de toenmalige oemma of moslimwereld uitgeschakeld.